# Radzi Chinyanganya
Radzi Chinyanganya (nacido el 12 de septiembre de 1987) es un presentador británico, anteriormente del programa de televisión infantil de la BBC Blue Peter , desde 2013 hasta 2019, y copresentador del programa de juegos ITV Cannonball desde 2017. Anteriormente presentó Wild en CBBC y fue También fue el anfitrión del partido del día Kickabout desde 2013 hasta 2014, cuando Ben Shires se hizo cargo. En octubre de 2018, se anunció que Radzi trabajará para la compañía estadounidense de lucha profesional WWE para su marca NXT UK , como entrevistador entre bastidores.

## Carrera

### Hospedaje deportivo
En una prueba de pantalla en The O2 Arena , fue seleccionado como presentador oficial de levantamiento de pesas en los Juegos Olímpicos de Londres 2012 . Fue el anfitrión del torneo de levantamiento de pesas, habló en el escenario en el Excel Arena, entrevistó a atletas, presentó las categorías de peso y entretuvo a la multitud. Fue invitado nuevamente a presentar los Juegos Paralímpicos de Londres 2012 . También es presentador con la cobertura de la BBC de los Juegos Olímpicos de Invierno 2018 en Pieonchang, Corea del Sur.

### Edición de televisión
Chinyanganya presentó Your Body: Your Image para BBC Two , una serie educativa sobre la imagen corporal en las escuelas. Copresentó Wild en CBBC con Naomi Wilkinson y Tim Warwood, que se emitió por primera vez en 2013. En octubre de 2013, se convirtió en el 37 ° presentador de Blue Peter después de ser anunciado después de la partida de Helen Skelton . También fue reportero y presentador del partido del día de CBBC Kickabout . 
En 2017, Chinyanganya se convirtió en copresentador del programa de juegos ITV , Cannonball junto con Freddie Flintoff , Frankie Bridge , Ryan Hand y Maya Jama .
En 2019, CBBC anunció que Chinyanganya se irá de Blue Peter después de presentar el programa durante cinco años y medio. Su última edición fue el 18 de abril de ese año.

### Otro trabajo
Fue concursante en Sky One's Gladiators en 2008 y llegó a las semifinales y fue el único concursante en la historia en intentar que el eliminador usara un gorro de natación. Fue seleccionado para asistir a la Academia de Presentadores de Kiss FM , y pasó todo el verano informando en línea para la estación de radio Bauer Media. En este papel entrevistó a artistas y al público y probó el entretenimiento olímpico en Londres. 
Él tiene un cameo como Mi en Kung Fu Panda 3 . 
También es entrevistador en el backstage de la marca NXT UK de WWE .
También es el presentador de Sky Sports NBA .

## Filmografía

### Televisión
| Año           | Título                                       | Papel                               | Canal             |
| ------------- | -------------------------------------------- | ----------------------------------- | ----------------- |
| 2008          | Gladiators                                   | Concursante                         | Sky1              |
| 2012          | 2012 Summer Olympics                         | Anfitrión de levantamiento de pesas | BBC Red Button    |
| 2012          | Your Body: Your Image                        | Presentador                         | BBC Two           |
| 2013–14       | Wild                                         | Presentador                         | CBBC              |
| 2013–14       | Match of the Day Kickabout                   | Presentador                         | CBBC              |
| 2013–2019     | Blue Peter                                   | Presentador                         | CBBC              |
| 2014          | Gareth's All-Star Choir                      | Él Mismo                            | BBC One           |
| 2014; 2016–17 | The Dog Ate My Homework                      | Miembro del jurado; 3 episodios     | CBBC              |
| 2014          | Hacker Time                                  | Huésped                             | CBBC              |
| 2015–presente | Songs of Praise                              | Copresentador                       | BBC One           |
| 2015          | Celebrity Mastermind                         | Concursante                         | BBC One           |
| 2016          | London Marathon 2016                         | Reportero                           | BBC One           |
| 2016          | Rank the Prank                               | Él Mismo                            | CBBC              |
| 2016          | Great South Run 2016                         | Presentador                         | Channel 5         |
| 2017          | Remotely Funny                               | Concursante                         | CBBC              |
| 2017          | Art Ninja                                    | Él mismo; Camafeo                   | CBBC              |
| 2017          | Celebrity Eggheads                           | Concursante                         | BBC Two           |
| 2017          | Cannonball                                   | Copresentador                       | ITV               |
| 2017          | Strictly Come Dancing: Children in Need 2017 | Concursante                         | BBC One           |
| 2018          | 2018 Winter Olympics                         | Presentador                         | BBC One, BBC Four |
| 2018          | Ninja Warrior UK                             | Concursante                         | ITV               |
| 2018          | The Crystal Maze                             | Concursante                         | Channel 4         |
| 2018          | NXT UK                                       | Backstage Entrevistador             | WWE Network       |
| 2019          | Crufts                                       | Backstage Entrevistador             | Channel 4         |

### Película
| Año  | Título          | Papel    |
| ---- | --------------- | -------- |
| 2016 | Kung Fu Panda 3 | Mi (voz) |